# ジョージ・ヴァン・ドリーム
ジョージ・ヴァン・ドリーム（英語: George van Driem、オランダ語: Sjors Lodevijk van Driem、1957年3月19日生まれ）は、オランダの言語学者。
チベット・ビルマ語族の言語の研究と、言語を有機体とみなす言語哲学（シンバイオシズム・シンバイオミズム）によって知られる。
ゾンカ語名はゲシェー・ジャムヤン・ウーセル(dge bshes 'jam dbyangs 'od zer, 文殊光明博士)。

## 生涯
ドリームはオランダ人の両親を持ち、アメリカ合衆国のバージニア州ノーサンプトン郡ナサワドックスで生まれた。1979年にバージニア大学で生物学の学位を取った後にオランダのライデン大学に移り、スラブ語・一般言語学を学んだ。1987年にリンブー語文法の研究でライデン大学の博士の学位を取得した。1984年から同大学で教え、1996年に準教授、1999年に教授に昇進した。2010年からはスイスのベルン大学の教授をつとめている。

## 業績

### ヒマラヤ諸言語の研究
ドリームは1983年よりヒマラヤ各地（ブータン・ネパール・インド北東・北西部）でフィールドワークを行っている。1989年から1992年にかけて、ブータン政府のゾンカ語普及委員会の後援によってブータン全土の言語調査を行った。また「大ヒマラヤ地域の言語と遺伝子」(Languages and Genes of the Greater Himalayan Region)プロジェクトを創案し、2003年から2006年にかけて、ブータン国内の諸民族のDNA調査を行った。
ドリームはゾンカ語の文法書・入門書を出版した。またラテン文字によるゾンカ語の正書法を考案した。ほかにヒマラヤ各地の言語の文法を出版している。
ドリームは1995年にヒマラヤ諸言語シンポジウムを創始した。
ドリームは「Languages of the Greater Himalayan Region」シリーズの主編である。

### チベット・ビルマ語族の系統関係
ドリームは中国語とチベット・ビルマ語族がシナ・チベット語族を構成するという通説に反対し、中国語をチベット語とともにチベット・ビルマ語族の一つの分枝として位置づける説を提唱した。
|  | 北西（チベット・ヒマラヤ諸語） |
|  |                                |
|  | 北東（中国語）                 |
|  |                                |

|  | 南西（カレン語、ロロ・ビルマ諸語） |
|  |                                    |
|  | 南東（チアン語群など）             |
|  |                                    |

|  | 北西（チベット・ヒマラヤ諸語） |
|  |                                |
|  | 北東（中国語）                 |
|  |                                |

|  | 南西（カレン語、ロロ・ビルマ諸語） |
|  |                                    |
|  | 南東（チアン語群など）             |
|  |                                    |

|  | 北西（チベット・ヒマラヤ諸語） |
|  |                                |
|  | 北東（中国語）                 |
|  |                                |

|  | 南西（カレン語、ロロ・ビルマ諸語） |
|  |                                    |
|  | 南東（チアン語群など）             |
|  |                                    |

|  | 北西（チベット・ヒマラヤ諸語） |
|  |                                |
|  | 北東（中国語）                 |
|  |                                |

|  | 南西（カレン語、ロロ・ビルマ諸語） |
|  |                                    |
|  | 南東（チアン語群など）             |
|  |                                    |

|  | 北西（チベット・ヒマラヤ諸語） |
|  |                                |
|  | 北東（中国語）                 |
|  |                                |

|  | 南西（カレン語、ロロ・ビルマ諸語） |
|  |                                    |
|  | 南東（チアン語群など）             |
|  |                                    |

|  | 北西（チベット・ヒマラヤ諸語） |
|  |                                |
|  | 北東（中国語）                 |
|  |                                |

|  | 南西（カレン語、ロロ・ビルマ諸語） |
|  |                                    |
|  | 南東（チアン語群など）             |
|  |                                    |

|  | 北西（チベット・ヒマラヤ諸語） |
|  |                                |
|  | 北東（中国語）                 |
|  |                                |

|  | 南西（カレン語、ロロ・ビルマ諸語） |
|  |                                    |
|  | 南東（チアン語群など）             |
|  |                                    |

|  | 北西（チベット・ヒマラヤ諸語） |
|  |                                |
|  | 北東（中国語）                 |
|  |                                |

|  | 南西（カレン語、ロロ・ビルマ諸語） |
|  |                                    |
|  | 南東（チアン語群など）             |
|  |                                    |

後には木構造の系統図をやめ、落葉モデル（各語派をバラバラにしてその距離で親縁関係の近さを示す）を採用している。

### シンバイオシズムとシンバイオミズム
2000年以降、ドリームは進化言語学の理論であるシンバイオシズムとシンバイオミズムを提唱した。
シンバイオシズムとは、言語がヒト科の脳内に共生(symbiosis)している記号的有機体であるという考え方で、人間は言語を拡散し、言語は人間の思考に形を与えるという互恵関係にあるとする。一方シンバイオミズムはシンバイオシズムを宗教や文化一般に拡張した哲学である。

## 主な著作
- A Grammar of Limbu. Berlin: Mouton de Gruyter. (1987)

リンブー語の文法
- The Grammar of Dzongkha. Dzongkha Development Commision. (1992)

ゾンカ語の文法
- A Grammar of Dumi. Berlin: Mouton de Gruyter. (1993)

ドゥミー語の文法
- Een eerste grammaticale verkenning van het Bumthang. Onderzoekschool CNWS. (1995)

ブムタン語の文法
- Dzongkha. CNWS Publications. (1998)

Karma Tshering と共著。ゾンカ語の教科書。
- Taal en Taalwetenschap（言語と言語学）. Leiden: Onderzoeksschool CNWS. (2001)
- Languages of the Himalayas : an ethnolinguistic handbook of the greater Himalayan region containing an introduction to the symbiotic theory of language. Leiden: Brill. (2001) (2冊)

ヒマラヤ地方の言語と民族に関する研究をまとめた大著。シンバイオシズムについても論ずる。